# György Bulányi
György Bulányi (Budapest, 9 gennaio 1919 – Budapest, 6 giugno 2010) è stato un teologo e presbitero ungherese.

## Biografia
Terminati gli studi al liceo classico, Bulányi entrò nell'ordine degli Scolopi, studiò all'Università Loránd Eötvös e fu ordinato prete nel 1943. Insegnò poi nelle scuole dei padri scolopi a Sátoraljaújhely, Tata, and Debrecen. In quest'ultima città, nella primavera del 1945 incontrò il gesuita croato Kolakovics, che riteneva che sotto i regimi comunisti i cattolici avrebbero potuto sopravvivere solo organizzando piccole comunità di base. Con il permesso di József Mindszenty, vescovo di Veszprém, insieme a Kolakovics cominciò ad organizzare alcune piccole comunità, che continuò a condurre da solo dopo la partenza dei gesuiti da Debrecen. Nel 1952 il regime comunista ungherese giudicò sovversiva l'attività delle comunità di base e Bulányi fu condannato al carcere a vita. Nel 1960 uscì di prigione grazie ad un'amnistia, ma gli fu proibito di riprendere il suo ministero religioso, così lavorò in una ditta di trasporti fino al 1970. In seguito lavorò come traduttore fino al 1979, anno del suo pensionamento.

### Contrasto con la gerarchia ecclesiastica
All'inizio degli anni sessanta, Bulanyi riprese la sua attività in campo religioso e fondò una piccola comunità di base che chiamò Bokor (che in ungherese significa "cespuglio"). In seguito nacquero altre comunità che presero lo stesso nome della prima, ma il movimento Bokor cominciò ad essere visibile dopo il 1970. Dalla fine degli anni settanta Bokor appoggiò l'obiezione di coscienza e i giovani che ne facevano parte rifiutarono di compiere il servizio militare e furono processati e condannati al carcere. Bulányi fu oggetto di pesanti critiche da parte della stampa e fu sottoposto a indagine da parte del cardinale László Lékai, primate della Chiesa ungherese. Nel 1982 l'indagine fu chiusa e la questione fu demandata alla Congregazione per la dottrina della fede. Bulányi fu ammonito dalla conferenza episcopale ungherese a non insegnare in pubblico e parecchi vescovi vietarono ai loro preti di contattare i membri di Bokor. Nel 1987 la Congregazione per la dottrina della fede confermò la condanna di Bulányi.

### Ultimi anni
Dopo la fine del regime comunista nel 1989, lo stato ungherese si è ufficialmente scusato con Bulanyi. Nel 1997 il teologo è stato riabilitato dall'allora cardinale Joseph Ratzinger, prefetto della Congregazione per la dottrina della fede. Nonostante la riabilitazione, Bulányi è rimasto ai margini della Chiesa, tollerato ma non accettato pienamente. Dal 2005 fino alla sua morte, Bulányi è vissuto in un convento di Budapest con altri padri scolopi.